# Группы сопротивления «Солидарные»
Группы сопротивления «Солидарные» (пол. Grupy Oporu Solidarni) — польская антикоммунистическая подпольная структура в последние годы существования ПНР. Были тесно связаны с нелегальными структурами Солидарности, но обладали организационной автономией. Действовали преимущественно в Варшаве. Комплектовались в основном из молодёжи. Отличались особым радикализмом в подпольной борьбе времён военного положения.

## Контекст и создание
13 декабря 1981 в Польше было введено военное положение. Власть перешла к Военному совету национального спасения (WRON) и неформальной «Директории» во главе с генералом Ярузельским — первым секретарём ЦК ПОРП, председателем Совмина и министром национальной обороны ПНР. Независимый профсоюз Солидарность был запрещён, около 10 тысяч активистов интернированы. Рабочие забастовки жёстко подавлялись и преследовались, демонстрации разгонялись милицейскими спецподразделениями ЗОМО и Службой госбезопасности (СБ) при армейской поддержке.
Лидеры и активисты «Солидарности», сумевшие избежать интернирования, формировали подпольные структуры. В январе 1982 был создан Всепольский комитет сопротивления, в конце апреля — Временная координационная комиссия. Председателем TKK являлся Збигнев Буяк, он же возглавлял профсоюзное подполье в Варшаве и столичном регионе Мазовше. Уже в феврале столичный комендант милиции генерал Цвек информировал о нелегальном восстановлении профсоюзных ячеек на крупных промышленных предприятиях. Заместитель Буяка Виктор Кулерский инициировал в Варшаве движение Комитетов социального сопротивления — групп неподконтрольного общения, независимых собраний, устной, листовочной и самиздатовской агитации.
Наиболее радикальные оппозиционеры, особенно молодые, выбирали иные формы борьбы. В феврале-марте 1982 в Варшаве были созданы Группы сопротивления «Солидарные» (GOS). Первоначально они часто назывались Городскими группами или Специальными группами. Название GOS утвердилось с 1984.

## Кадры и структура
Инициатором выступил 27-летний Теодор Клинцевич — выпускник Варшавского политехнического университета, убеждённый антикоммунист, активист КОС-КОР и «Солидарности», один из учредителей Независимого союза студентов. В ночь на 13 декабря агенты госбезопасности попытались арестовать Клинцевича, но ему удалось уйти от преследования и скрыться в подполье.
К Теодору Клинцевичу присоединились представители молодой интеллигенции, студенческой и рабочей молодёжи — Гжегож Ячиньский, Анджей Недек, Войцех Фабиньский, Януш Рамотовский, Пётр Мазурек. Первоначально сферы курирования Клинцевич распределил следующим образом: Недек и Фабиньский отвечали за формирование тайных ячеек и уличных команд; Мазурек — за полиграфию и печатную пропаганду; Рамотовский — за техническое обеспечение, Ячиньский — за подготовки химических препаратов. Старше других активистов был известный учёный-орнитолог, доктор зоологических наук Болеслав Яблоньский.
Со временем в GOS сформировались функциональные отделы. Транспортный отдел (логистика, доставка) возглавили Януш Рамотовский и Войцех Фабиньский; технический отдел (полиграфия, радио, пиротехника, спецсредства) — Гжегож Ячиньский и Пётр Изгаршев, отдел легализации (изготовление поддельных документов;) — Ежи Гумовский и Эва Брыковская, издательство «Ритм» — руководители Теодор Клинцевич и Болеслав Яблоньский.
GOS действовали по сетевому принципу. Автономные ячейки координировались, но не имели единой структуры и общего руководства. В группах состояли по 20-30 человек. Группы носили условные названия: «Край», «Вальдек», «Гжегож», «Армения», «Толстый», «Гроховская», «Богдан». Соблюдалась строгая конспирация, большинство членов одной группы не знали участников другой. За время существования GOS через группы прошли 250—300 человек.

## Радикальное сопротивление
С самого начала GOS делали ставку на наступательные формы борьбы: агитация за прямое действие, акции возмездия, подготовка к силовой конфронтации с властями. Активно велась листовочная, настенная и радиопропаганда. Единовременно по Варшаве распространялись десятки тысяч листовок. Вывешивались крупные антирежимные и антикоммунистические баннеры. 1 августа 1982 (дата приурочена к годовщине Варшавского восстания) был организован первый эфир подпольный радиостанции GOS — выступление Збигнева Буяка; это вещание велось с кладбища Воинские Повонзки. Самодельные радиоустройства из кассетных магнитофонов, громкоговорителей и усилителей — «болталки» — включались во время массовых мероприятий. Вещание «болталок», вывешивание баннеров проводились даже для заключённых тюрьмы Мокотув — с крыш близлежащих домов, где проживали офицеры милиции и тюремного ведомства. Доставку необходимых аксессуаров транспортный отдел обеспечивал через Швецию, там организовал поддержку видный деятель польской политэмиграции Мариан Калета.
Листовки GOS призывали соотечественников к сопротивлению. Издательство «Ритм» распространяло запрещённые цензурой книги, периодику, почтовые марки. Издательская деятельность приносила доход и позволяла финансировать акции (денежная помощь поступала также от представителей польской диаспоры). Отдел легализации качественно изготовил десятки поддельных удостоверений личности, в том числе для Збигнева Буяка.
1 и 3 мая 1982 в Польше прошли крупные демонстрации против военно-партийного режима. В Варшаве, а также в Щецине произошли ожесточённые столкновения протестующих с ЗОМО, несколько человек погибли. Активисты GOS участвовали в этих событиях. 27 сентября Рамотовский и Недек организовали установление мраморной мемориальной доски жертвам 3 мая.
Также GOS совершили ряд акций атакующего характера. Это направление рассматривалось как боевые действия без применения летального оружия. Клинцевич ставил вопрос перед вступающими: готовы ли они уничтожать оснащение властей и наказывать агентов режима? Принимались те, кто давал положительный ответ.
Поджоги, разрезание шин, пробивание бензобаков вывели из строя десятки единиц автотранспорта ЗОМО. Аналогично поступали с частными автомашинами известных сторонников режима. Обмазывались химикатами двери квартир партийных пропагандистов, осведомителей госбезопасности, судей, выносивших репрессивные приговоры по политическим мотивам. На дверях вывешивались объявления: «Сотрудничает с властями», «Сотрудничает с СБ» (такое обвинение часто приводило к жёсткому бойкоту). Резонансной акцией стал вброс химикатов в помещение музыкального театра «Сирена», дирекция которого предоставляла сцену под пропагандистские мероприятия ПОРП и WRON. 
Эти направления курировал транспортник Пётр Изгаршев по прозвищу Толстый Пётр. Он выступал за «подпольной армии против общего врага, где не ведётся идеологических дискуссий, а выполняются приказы». Изгаршев лично совершал такие акции: например, бросал в квартиры капсулы с химикатами и быстро успевал скрыться (был случай, когда капсула лопнула в кармане Изгаршева, пришлось пережидать на конспиративном адресе и менять одежду).
Был создан арсенал пиротехнических средств, приобретено некоторое количество огнестрельного оружия и боеприпасов. В то же время, реального насилия над физическими лицами, не говоря о кровопролитии, GOS никогда не практиковали.
GOS тесно сотрудничали с подпольными структурами «Солидарности», особенно с Региональной исполнительной комиссией (RKW) Мазовше. Непосредственную координацию действий от RKW осуществляли куратор безопасности подполья Эва Кулик и её муж Конрад Белиньский. Председателем RKW был Збигнев Буяк, его заместителем Виктор Кулерский. Оба они, особенно Кулерский, выступали категорически против любых действий, имеющих признаки опережающего насилия (допустимой считалась только непосредственная самооборона при очевидном нападении — например, при атаке ЗОМО на мирную демонстрацию). Поэтому Кулерский требовал от GOS отказаться от использования пиротехники и химикатов, прекратить сбор оружия и порчу автозаков (по его мнению, это подрывало мировой имидж «Солидарности», сближало с террористическими организациями). Клинцевич отвечал на это, что GOS сотрудничают с RKW, но не подчиняются комиссии. Кулерский предупредил: если 3 мая 1983 GOS устроят поджоги с применением пиротехники, он прекратит деятельность в RKW. После этого Буяк прямо запретил такие акции. Два ящика с оружием и боеприпасами Клинцевичу пришлось утопить в Висле.
В ходе массовых протестов 31 августа 1982 активисты GOS организованно участвовали в уличных столкновениях с ЗОМО. Госбезопасность рассматривала GOS как опасного противника. Акция с химикатами в театре «Сирена» и ставший известным план избиения офицера милиции заставили ускорить розыск. В конце 1982 и начале 1983 СБ арестовала десятки активистов, в том числе Теодора Клинцевича. Впоследствии они были освобождены и вернулись к политической борьбе, но специальные «дезинтеграционные мероприятия» СБ разожгли внутренние конфликты. Это привело к нескольким расколам и выходу из GOS ряда лидеров. Особую роль сыграло удачное внедрение в GOS поручика СБ Мариана Пенкальского под именем Мариан Котарский и прозвищем Тадеуш. Ему удалось стать личным водителем Клинцевича, войти в неформальное руководство и в значительной степени взять под контроль «Ритм».
Однако GOS продолжали действовать весь период военного положения и несколько лет после его отмены. Они сохраняли подпольный формат деятельности. С апреля 1985 издавался листовочный бюллетень «Курьер Мазовше». До весны 1988 продолжало выходить в эфир радио GOS. До 1989 продолжалась баннерная кампания: «„Солидарность“ победит», «Солидарность с Афганистаном против коммунизма», «СТОП ценам. Требуем экономической реформы». Последними мероприятиями GOS были организованные Изгаршевым разведки в казармах ЗОМО осенью 1988 и весной 1989 — проверялось, не планируется ли руководством МВД срыв переговоров Круглого стола.
Источниками действий GOS современные исследователи называют «польское свободолюбие, молодёжную браваду и тягу к приключениям».

## Судьбы и значение
Теодор Клинцевич погиб в автокатастрофе в 1991. Пётр Мазурек покончил с собой в 1988 под преследованиями СБ. Пётр Изгаршев в 1989—1991 активно помогал антикоммунистическим движениям Украины, Беларуси, Литвы, Монголии, потом работал в Институте демократии Восточной Европы, скончался в 2007. Януш Рамотовский эмигрировал во Францию. Ежи Гумовский стал известным фотожурналистом. Гжегож Ячиньский — видный деятель либерального движения и местного самоуправления. Болеслав Яблоньский — доктор зоологических наук, автор научных трудов по орнитологии, был ведущим научным НИИ при министерстве сельского хозяйства. Президент Польши Анджей Дуда отметил заслуги GOS при посмертном награждении Теодора Клинцецвича в 2017.
Внедрённый офицер госбезопасности Мариан Пенкальский в 1989 уволился из СБ, направив письмо министру внутренних дел генералу Кищаку. По его последующим уверениям, длительное общение с Теодором Клицевичем изменило его взгляды. Псевдоним Мариан Котарский он принял как личное имя и продолжил руководить издательством «Ритм» (получая при этом пенсию за службу в СБ).  Более двадцати лет его подлинная роль в GOS оставалась неизвестной. Однако после её раскрытия издательство стало подвергаться обструкции. Пенкальский-Котарский пытался установить связь и объясниться с ветеранами Армии Крайовой. Свои агентурные действия характеризует как предотвращение насилия. Напоминает, что ни один подпольщик не был арестован по его вине.
В современной Польше Группы сопротивления «Солидарные» считаются радикальной силой борьбы против тоталитарного режима. Отмечается, что их креативные акции морально поддерживали и воодушевляли многих поляков. Институт национальной памяти проводит тематические мероприятия с участием ветеранов. В то же время, именно эта часть «Солидарности» менее известна в Польше и рассматривается как своего рода «ответвление» движения.